# Kertaharja (Cijeungjing)
Kertaharja is een bestuurslaag in het regentschap Ciamis van de provincie West-Java, Indonesië. Kertaharja telt 5093 inwoners (volkstelling 2010).